# Ерик (приток Белой)
Ерик — река в России, протекает по Башкортостану. Устье реки находится в 420 км по левому берегу реки Белая. Длина реки составляет 11 км.

## Данные водного реестра
По данным государственного водного реестра России относится к Камскому бассейновому округу, водохозяйственный участок реки — Белая от города Уфы до города Бирска, речной подбассейн реки — Белая. Речной бассейн реки — Кама.
Код объекта в государственном водном реестре — 10010201512111100025019.